# من و پادشاه
من و پادشاه (انگلیسی: Io e il re) یک فیلم درام تاریخی و کمدی-درام ایتالیایی به کارگردانی لوچو گائودینو است که در سال ۱۹۹۵ منتشر شد. از بازیگران آن می‌توان به لائورا مورانته، فرانکو نرو، کارلو دله پیانه، کارلا کالو، نینا سولدانو، آنا اورسو و فیلیپ لروآ اشاره کرد. این فیلم در پنجاه و دومین جشنواره بین‌المللی فیلم ونیز به بخش پانورامای ایتالیا راه یافت.